# Демон (програма)

Демон — талісман ОС FreeBSD

Демон (англ. daemon) — сервіс Unix та Unix-подібних операційних систем, що працює у фоновому режимі без прямого спілкування з користувачем.
Демони зазвичай запускаються під час завантаження системи. Типові завдання демонів: сервери мережевих протоколів (HTTP, FTP, електронна пошта та інші), управління устаткуванням, підтримка черг друку, управління виконанням за розкладом і подібні завдання. Назви програм іноді закінчуються на «d» для підкреслення того що ця програма є демоном, наприклад: sshd, syslogd, httpd та інші.
Процес зазвичай стає демоном в результаті створення батьківським процесом через системний виклик fork() з негайним завершенням батьківського процесу. При цьому від процесу-демона від'єднується керуючий термінал tty, а сам процес-демон підпорядковується процесу init (PID=1), який стає предком демона. Також можуть виконуватись інші дії, наприклад — журналювання подій тощо. Деякі операційні системи UNIX мають зручну функцію daemon(3) що спрощує створення демона.
Назву «демон» створили програмісти проекту MAC Массачусетського технологічного інституту за прикладом демона Максвела, вигаданої істоти, що постійно працює на задньому плані, впорядковуючи молекули.
Операційна система FreeBSD використовує зображення демона як талісман.
В ОС Microsoft Windows аналогічний за призначенням клас резидентних програм називається «службами» (англ. Services), хоча і їх іноді називають демонами.